# اچ‌ام‌اس سنت فلورنتین (۱۷۵۹)
اچ‌ام‌اس سنت فلورنتین (۱۷۵۹) (به انگلیسی: HMS St Florentine (1759)) یک کشتی است که طول آن ۱۴۷ فوت ۹ ۱⁄۲ اینچ (۴۵٫۰ متر) می‌باشد.